# Grand-Prix Triberg-Schwarzwald 2008
Il Grand-Prix Triberg-Schwarzwald 2008, sesta edizione della corsa, valido come evento del circuito UCI Europe Tour 2008 categoria 1.1, fu disputato il 7 giugno 2008 per un percorso di 137,7 km. Fu vinto dallo svizzero Mathias Frank, al traguardo con il tempo di 3h 35' 24" alla media di 38,356 km/h.
Al traguardo 22 ciclisti portarono a termine il percorso.

## Ordine d'arrivo (Top 10)
| Pos. | Corridore           | Squadra       | Tempo    |
| ---- | ------------------- | ------------- | -------- |
| 1    | Mathias Frank       | Gerolsteiner  | 3h35'24" |
| 2    | Marco Pinotti       | High Road     | a 1'14"  |
| 3    | Stefan Schumacher   | Gerolsteiner  | s.t.     |
| 4    | Niklas Axelsson     | Diquigiovanni | s.t.     |
| 5    | Oliver Zaugg        | Gerolsteiner  | s.t.     |
| 6    | Florian Stalder     | Volksbank     | s.t.     |
| 7    | Christian Leben     | 3C-Lamonta    | s.t.     |
| 8    | Dirk Müller         | Sparkasse     | a 2'35"  |
| 9    | Johannes Fröhlinger | Gerolsteiner  | s.t.     |
| 10   | Matthias Russ       | Gerolsteiner  | a 6'37"  |